# Острів Росса
Острів Росса (англ. Ross Island) — острів в морі Росса, один з найпівденніших острівних утворень планети (не рахуючи материкової Антарктиди). Острів розташований біля Землі Вікторії.

## Історія

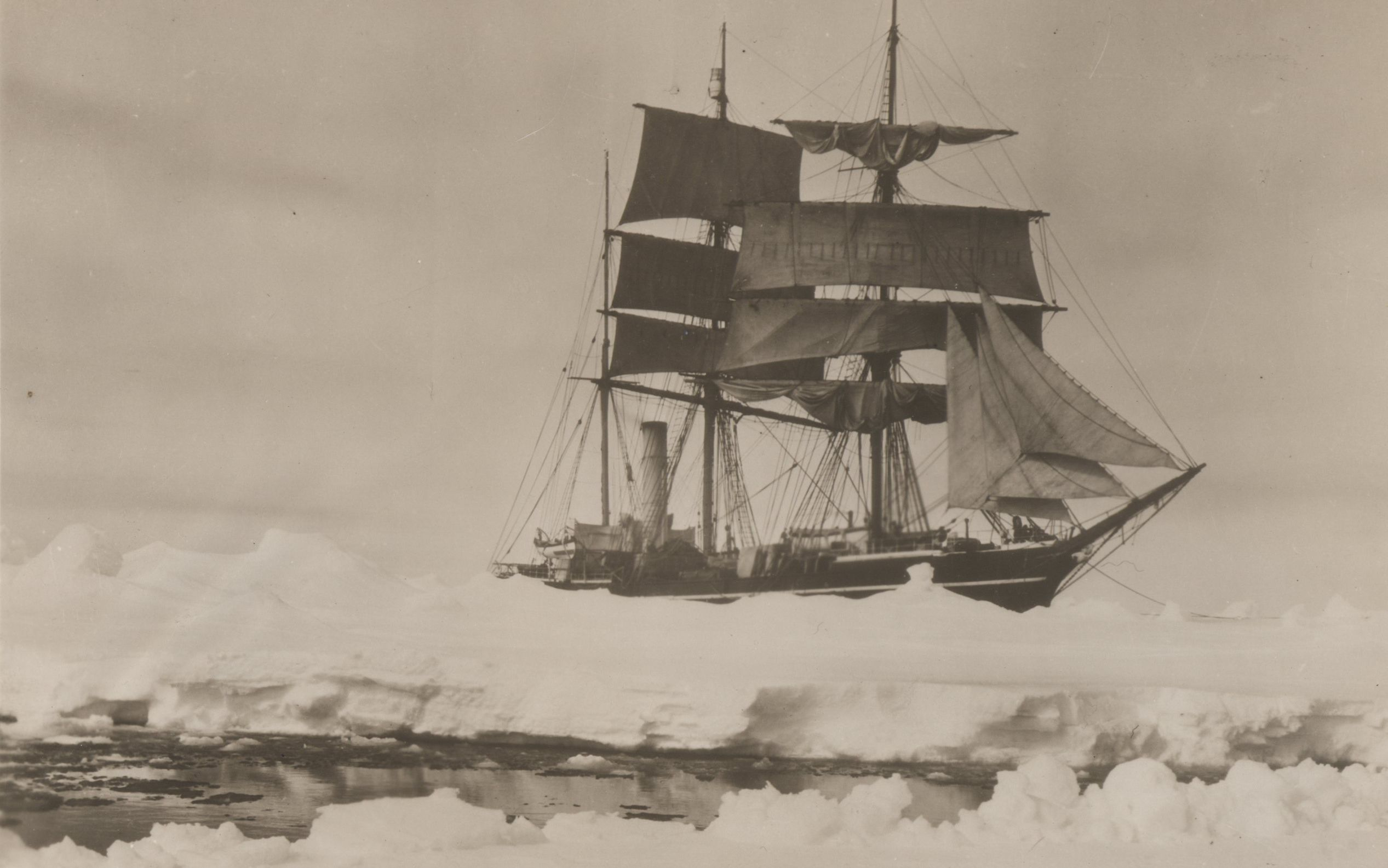
Барк «Терра Нова» в антарктичній експедиції Р. Скотта у грудні 1910 р.

Відомий мореплавець і дослідник Антарктичних областей Джеймс Кларк Росс в 1841 році відкрив антарктичні вулкани Еребус і Террор, які він назвав на честь своїх кораблів. Пізніше капітан Роберт Фолкон Скотт назвав сам острів на честь першовідкривача — «Острів Росса».
Острів був базою для багатьох ранніх експедицій з підкорення Антарктиди. Він був і досі є найпівденнішою ділянкою суші до якої можна дістатися морським шляхом. Будинки (хатина «Діскавері») побудовані для експедицій Роберта Скотта і Ернеста Шеклтона досі стоять на острові і збереглися як історичні пам'ятки.
Сьогодні острів Росса є місцем для антарктичних станцій «Скотт-Бейс (Нова Зеландія)», «Мак-Мердо» (США). Протягом п'яти років, з 1987 по 1992 рік на острові діяла міжнародна база Грінпісу, основною задачею якої було змусити країни світу підписати «Договір про Антарктику», який оголосив би увесь континент закритим для комерційної експлуатації і забруднення, і дозволив би лише обмежені наукові дослідження.

## Географія

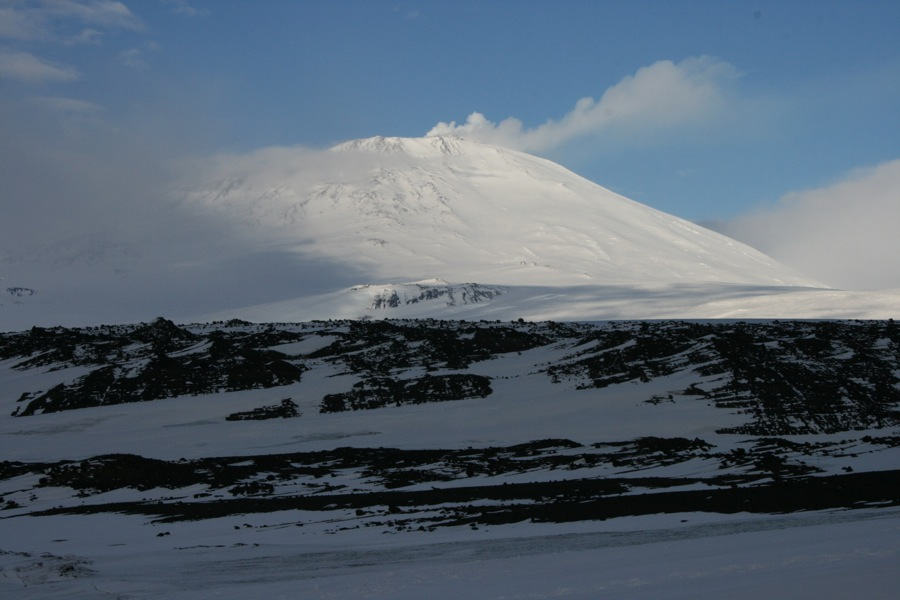
Вулкан Еребус на острові

Острів Росса вулканічного походження, утворений чотирма вулканами (Еребус — 3794 м, Террор — 3230 м, Терра Нова — 2130 м і Бірд — 1800 м) у морі Росса в протоці Мак-Мердо, за 40 км від берегів Землі Вікторії.
Площа острова становить 2 460 км², це трохи менше площі Люксембурга. Острів практично весь покритий снігом і льодом. Вулкан Еребус — одна із найвищих вершин Антарктики, до того ж він — взагалі найпівденніший активний вулкан на Землі.
Крім острова Росса, в Антарктиці є ще острів Джеймса Росса, який розташований поблизу Антарктичного півострова і також названий на честь Джеймса Кларка Росса.

## Територіальні претензії
Попри Антарктичну конвенцію 1961 року, острів Росса належить до так званої Території Росса, на володіння якою претендує Нова Зеландія.

## Фауна
На острові Росса знаходяться колонії пінгвінів Аделі які нараховують близько півмільйона особин цих морських птахів.